# Medaglia commemorativa della guerra franco-prussiana 1870-1871
La médaille commémorative de la guerre 1870-1871 (medaglia commemorativa della guerra franco-prussiana) fu una medaglia concessa dalla Repubblica Francese per commemorare il trentennale della fine della Guerra franco-prussiana.

## Storia e insegne
La medaglia venne istituita con decreto presidenziale del 9 novembre 1911 per commemorare i trent'anni della fine della Guerra franco-prussiana che pure fu persa dalla Francia ma che vide molti soldati francesi impegnati valorosamente nella difesa del suolo nazionale. La medaglia venne assegnata a tutti i combattenti della guerra del 1870-1871 che erano ancora vivi, in Francia ed Algeria, che avevano prestato servizio dal luglio 1870 al febbraio 1871 inclusi.
- La medaglia consisteva in un disco di bronzo di 30 mm di diametro con impresso sul diritto l'immagine allegorica della Francia a mezzobusto, elmata e circondata dalla legenda "REPUBLIQUE FRANÇAISE". Sul retro la medaglia riportava un cartiglio centrale con l'iscrizione "AUX DÉFENSEURS DE LA PATRIE" e sopra una bandiera con le date "1870-1871". La medaglia venne incisa da Georges Lemaire.
- Il nastro era costituito da cinque fasce verdi alternate a quattro fasce nere.